# Front d'Orel
Le front d'Orel est une unité éphémère de l'Armée rouge durant la Seconde Guerre mondiale. 
Il fut créé par une instruction de la Stavka du 24 mars 1943 et mis en place le 27 mars par renommage du front de Koursk, tandis que la plupart des forces de celui-ci était réassignées ailleurs. 
L'intention était d'affecter au nouveau front la 61e Armée issue du Front central et la 3e Armée issue du Front central, plus une armée supplémentaire. Le quartier général était issu du front de Koursk, avec le Colonel Général M.A. Reiter à sa tête.
À la suite d'une nouvelle instruction de la Stavka dans les premières heures du 28 mars 1943 le front d'Orel fut renommé Front de Briansk.